# Willy Larsen
Willy Larsen (født 24. maj 1938) er dansk atlet (hammerkaster) og idrætsleder. 
Han er medlem af Københavns IF og var en periode klubbens formand. 
Kom til København fra Odense 1959 og var klubbens hammerkaster på landsturneringsholdet frem til 1990'erne.
Lillebror til Richard Larsen.

## Danske mesterskaber
Dansk hold mester: 1960 og 1961

## Bedste resultat
Hammerkast: 54,23 meter